# Cyphalonotus sumatranus
Cyphalonotus sumatranus là một loài nhện trong họ Araneidae.
Loài này thuộc chi Cyphalonotus. Cyphalonotus sumatranus được Eugène Simon miêu tả năm 1899.